# Soci (Ștefan cel Mare), Neamț
Soci este un sat în comuna Ștefan cel Mare din județul Neamț, Moldova, România.

## Istorie
Satul Soci este menționat pentru prima dată într-un document datat cu 25 septembrie 1462.
„Suret de pe ispisoc vechiu pe sârbie, de la Ștefan voievod, scris de Petri Ardanevici, în Suceava, din leat 6970 <1462> septembrie 25.

Înștiințare facem prin această carte noastră, tuturor cui vor căuta asupra ei sau o vor auzi citindu-se, cui va fi trebuința a ști, pentru această adevărată. Anna, sora Simii logofătului, că au venit înaintea domnii mele și înaintea tuturor boielilor domnii mele și au pârât pe vărul său, pe Șandru Negrul, pentru un ispisoc ce l-au avut de la unchiul nostru, de la bătrânul Ștefan voievod, pe două sate, anume Socii și Dușeștii. Si s-au pârât cât s-au pârât, iar mai la urma au mărturisit drept Șandru, dinaintea domnii mele dinaintea tuturor boierilor domnii mele, precum că acel de mai sus-numit ispisoc a Annei, giupânesii a giupânului Bârsanului, adevărat au fost în mâna lui, dar l-au pierdut în Cetatea Albă.

...

Spre mai mare tăria tuturor acestor de mai sus-scrise, poroncit-am credincios boierului nostru Dobrul logofăt să serie și, către adevărata cartea noastră aceasta, pecetea noastră să lege.”